# Tovomita uniflora
Tovomita uniflora är en tvåhjärtbladig växtart som först beskrevs av Jacques Denys Denis Choisy, och fick sitt nu gällande namn av George Don jr. Tovomita uniflora ingår i släktet Tovomita och familjen Clusiaceae. Inga underarter finns listade i Catalogue of Life.